# Бабо I фон Регенсбург
Бабо I фон Регенсбург (на немски: Babo I von Regensburg, Papo, Poppo, Puapo; на латински: Pabonis comitis; † между 5 март 1001 и 1002) от баварската фамилия фон Риденбург е граф в Западен Донаугау (975 – 980) и бургграф на Регенсбург (983). Той е смятан за родоначалник на фамилията Бабони или Пабони.

## Произход и наследство
Фамилията му е свързана с Баварите (Bajuwaren) и управлява в графствата Западен Донаугау (до 1196) и Нордгау, в Регенсбург (от 985 до 1196), и в Риденбург. Фамилията резидира в замък Бург Прун на ок. 4 км югоизточно от град Риденбург в днешна Долна Бавария.
Бабо I е потомък на Бабенбергския граф в западен Донаугау. Той получава от император Ото II пр. 985 г. службата „бургграф фон Регенсбург“ и става граф в Западен Донаугау.
Той умира през 1001 или 1002 г. (по други източници през 1020 г.) и има 32 сина и 8 дъщери. За майките на децата няма сведения. Една от главните резиденции е Щефлинг на река Реген (днес част от Нитенау). Бабоните получават и главното владетелство над Риденбург. Бабо е дядо на Ото фон Риденбург († 6 юни 1089), епископ на Регенсбург (1061 – 1089), и прадядо на Конрад I фон Абенберг († 1147), архиепископ на Залцбург (1106 – 1147).

## Фамилия
Ваво I се жени три пъти. Третата му съпруга е графиня Матилда фон Швайнахгау († сл. 1000), дъщеря на граф Улрих фон Швайнахгау и Кунигунда. Те имат два сина:
- Рупрехт фон Регенсбург († сл. 13 декември 1035), граф и бургграф на Регенсбург, женен за дъщеря на маркграф Хайнрих фон Швайнфурт († 1017) и съпругата му Герберга фон Глайберг († сл. 1036)
- Лиудолф фон Регенсбург († сл. 996), монах в манастир Св. Емеран